# 维尔弗雷多·帕累托
维尔弗雷多·费德里科·达马索·帕累托（義大利語：Raffaele Pareto，1848年7月15日—1923年8月19日），原名维尔弗里德·弗里茨·帕累托，意大利土木工程师、社会学家、经济学家、政治科学家与哲学家。
帕累托对经济学贡献良多，有“数理经济学之父”的美誉，其中尤以对收入分配的研究和对个人选择的分析为著。后世社会分析中流行使用「精英」（elite）一词，帕累托有功于斯。帕累托提出帕累托效率的概念、促进了微观经济学领域的发展；亦为首个发现收入服从帕累托分布之人，是为一种表现为幂律的概率分布。帕累托法则亦以其命名，建立在其观察发现，即意大利百分之八十的财富属于大约百分之二十的人口这一发现之上。帕累托对社会学和数学领域也有贡献。

## 生平
帕累托于1848年7月15日生于巴黎一个流亡的热那亚贵族家族中，当年爆发的群众革命，正以巴黎为中心。其父拉法埃莱·帕累托（1812－1882）为意大利土木工程师，身为利古里亚地区的侯爵，如同马志尼与其他许多意大利民族主义者一样离开故国；其母玛丽·梅特妮耶（Marie Metenier）为法国人。出于对德意志1848年革命的热心，双亲以「维尔弗里德·弗里茨」为新生的帕累托命名，1858年家族返回意大利，即改为意大利文拼写的「维尔弗雷多·费德里科」。童年时期帕累托生长于中产阶级的环境中，接受高水平的教育，就学于新建立的莱阿尔迪理工学院（Istituto Tecnico Leardi），斐迪南多·皮奥·罗塞里尼（Ferdinando Pio Rosellini）为其数学教授。1869年，帕累托获得工学博士学位，授予学校即今都灵理工大学（当时称工程师应用技术学校）；学位论文题为《固体弹性理论的基本原理及对定义其平衡的微分方程求积分的若干研究》，帕累托日后在经济学、社会学领域分析平衡的兴趣，从此论文可见端倪。1919年至1922年间，帕累托曾与他人合作，经营以罗马为本部的杂志《回转》（La Ronda）。

### 从土木工程师到古典自由主义经济学家
毕业后数年帕累托从事土木工程师的工作，先在国营的意大利铁路公司谋事，之后投身民营工业；先任圣乔瓦尼-瓦尔达诺铁厂经理，后任意大利铁厂总经理。
直到四十余岁，帕累托才开始认真开展经济学的研究工作，当时他以古典自由主义炽烈支持者的姿态开始研究生涯，政府不论以何种形式干预自由市场都遭到他抨击，乃令英国最火热的自由主义者都觉困扰。1886年，帕累托得到佛罗伦萨大学讲席，主讲经济学、管理学。居留佛罗伦萨期间帕累托以政治活动著称，其中多数活动都因其个人对政府监管机构的恼怒而煽起。1889年双亲去世后，帕累托改变活法，辞去职位，娶俄罗斯人亚历山德丽娜·巴库尼娜为妻。

### 经济学与社会学研究
1893年帕累托接替莱昂·瓦尔拉斯在瑞士洛桑大学的政治经济学教席，由之度过余生；1896年至1897年间帕累托在其处出版一部教科书，内中包括描述财富如何分配的帕累托分布，这一分布，帕累托认为其「在任何人类社会、任何年龄、任何国家中」都是不变的。1906年，帕累托发现一个著名的现象，即在意大利，百分之二十的人口拥有百分之八十的财富，日后约瑟夫·朱兰将其总结为「帕累托法则」（又称二八定律）。
帕累托私下与一些持社会主义思想的个人保持交心的友好关系，但始终认为这些人的经济观点有严重瑕疵。后来帕累托对这些人的动机产生怀疑，谴责社会主义者的领导层扬言窃国、是「贼人的贵族」，又批判乔瓦尼·乔利蒂的政府对工人罢工没有摆出更强硬的姿态。意大利王国的劳工日益骚动不宁，使得帕累托转向反社会主义乃至反民主的阵营，其暮年对意大利法西斯主义的态度至今引来争讼。
科学社会学最初奠基时，帕累托正从政治经济学的角度出发批判实证主义为一种整全而形上的体系、毫无严密的逻辑-实验方法，二者由此以范式相接合。从这种意义而言，帕累托所作成果，其命运可以自社会科学的历史中解读而出，直到二十一世纪，仍不断以其贡献而显得独特且迷人。帕累托此例也是多学科研究的一部分，从属于一种科学模型，是以将社会学赋予特权，视为对知识之层累模型的批判，同样将其作为一门倾向于肯定科学中各种相关模型的学问。

### 个人生活
1889年帕累托同亚历山德丽娜·巴库尼娜结婚，其人为俄罗斯人，1902年和一青年仆役相通离去。二十年后的1923年，帕累托又同法国人让娜·雷吉斯结婚，不久后于同年8月23日在瑞士日内瓦去世。

## 社会学
帕累托的晚年消耗在为其最著名的作品《社会学总论》（Trattato di sociologia generale，1916年，英译，《思想与社会》）搜集材料之上。其最后一部作品是《普通社会学纲要》（Compendio di sociologia generale，1920年）。
根据《社会学总论》（1916年修订，1917年法语译本）由哈尔科特-布雷斯（Harcourt Brace）公司经亚瑟·利温斯顿（Arthur Livingston）编辑出版、题名《思想与社会》的四卷本（1935年），帕累托发展了「精英循环」的想法，是为社会学中第一个社会循环理论。帕累托曾有言「历史是贵族阶级的一大坟墓」，甚为知名。
帕累托之转向社会学，似乎是为理解为何其抽象而数学化的经济学理论不能在实践中起效果而为之，他相信有不能预测、无法控制的社会因素从中干预。帕累托的社会学认为许多社会行动不依逻辑；个人的许多行动所以设计出来，是为了将不理性的行动赋予虚假的逻辑性。人，在帕累托的讲论而言，是为特定的「剩余物」及其「衍生物」所驱使的。这其中更重要者同持续性（conservazione）和甘冒风险的特性有关，人类历史正是占统治地位的精英心中上述情感变换主导的情状；精英其持续性强盛而进秉权力，其后所强盛者却渐而变化为「狐狸」或称投机者的哲学。结果灾祸发生，回归到持续性，「狮子」的心态随之出现。按帕累托，这种循环可能由使用武力而打破，但其中精英终会变得软弱慈善，在暴力前畏缩。

将帕累托的社会学理论引介到美国的学者中，有哈佛的乔治·霍曼斯与劳伦斯·亨德尔森较为著名，帕累托的思想取得了可观影响，对哈佛的社会学家塔尔科特·帕森斯影响尤深，其人发展出一套分析处理社会和经济的体系，是以宣称现状一般而言是具有功能的。 美国历史学家伯纳德·德沃托（Bernard DeVoto）者，在1930年代将帕累托的思想引介到哈佛一带的知识分子群体及其他美国人一事之中居功甚巨。华勒斯·史达格纳在为德沃托所作传记中则叙述了这些成就，并在其中谈到「剩余物」「衍生物」之常被误解的区别如下：

	帕累托的方法，基础是通过社会非理性的「剩余物」，也就是固有不被质疑的社会习性、信念和假定；还有它的「衍生物」，也就是我们对这些所作的阐释、辩解和论理；借这两者分析社会。思考社会的人有一个最常见的错误，就是在社会态度和结构中自以为地想出理性和逻辑；再一个就是混淆剩余物和衍生物两个词。

## 法西斯主义和权力分配
雷纳托·奇利洛（Renao Cillilo）写道帕累托常被人看作是法西斯主义的先行者，理由在运动开始时他表示支持。然而奇利洛反对这种印象，他表示帕累托在私人信件中对法西斯主义有批判。
帕累托曾表示民主只是假象，凡统治阶级总要凸显自身、壮大自身。对他而言关键的问题是统治者之治事，其积极程度几何。出于这一原因，他鼓吹极力缩减国家规模、欢迎墨索里尼的统治以为通向极小国家的过渡，由此解放出「纯粹」的经济力量。
墨索里尼还是青年学生时，曾于1904年在洛桑大学听过帕累托的一些讲座。其人之脱离社会主义而转向某种精英主义，可能要归于帕累托的观点，这个问题至今有所争论。传记作家弗朗茨·博尔克瑙（Franz Borkenau）则认为墨索里尼在首相任期开始的阶段采取了帕累托的政策主张。:18
卡尔·波普尔称帕累托为「极权主义的理论家」。但按雷纳托·奇利洛的说法，在波普尔开始複读反法西斯圈子中这一流行但可疑的论断之前，从波普尔业经出版的作品来看，没有任何证据表明此人仔细读过帕累托的作品。

## 经济学概念
最大化经济的帕累托理论
帕累托感到同意大利政府相处困难，将研究兴趣转向经济学事物，拥护自由贸易。他的作品体现出莱昂·瓦尔拉斯的观点，所谓经济学本质上是数学的科学。帕累托是「洛桑学派」的领头人，代表着新古典主义革命的第二代人物。他对一般均衡理论采用的「品味-阻碍」进路在1930年代的「帕累托复兴」中再获运用，从此影响了理论经济学。
在《政治经济学手册》（1906年）中，帕累托的关注点在关于个人对「目标与约束」诸多问题之解决方案的均衡。他大量使用埃奇沃思1881年提出的无差别曲线，借以描述消费者理论，还借以描述生产者的理论，后者颇为新颖。今日称为「埃奇沃思-博利框图」的平衡图，最初是帕累托首次画出的。
基数效用可以忽略不论、而经济平衡所关心的是序数效用，帕累托是意识到这一点的第一人，也就是说不必了解某个个人对各种事物如何估价，只需清楚其人相对「那个」的Y，更喜爱「这个」的X。所谓效用，即为偏好的排序。以此帕累托不仅开创了现代的微观经济学，也将经济学同整体论哲学之间的联系斩断：整体论诉求为最多的人谋求最大的善，帕累托则认为善是不能测度的。他用「帕累托最优」观念替代了上述看法，所谓帕累托最优，即认为系统在如下情况时享有经济学上最大程度的满足：若不使任何人受到损害，则无人能变得更好。帕累托最优广泛运用于福利经济和博弈论中。一个标准的命题是，完备而充分竞争的市场，其创造出财富的分配符合帕累托最优。

### 概念
如今使用的一些经济学概念建立在帕累托工作的基础上：
- 帕累托指数，度量收入不平等的一种指标。帕累托认为在任何国家、任何年代，收入和财富都高度偏倚，一小部分人把持多数的财富。他并认为已知的所有社会都遵循一个有规律的指数模型：

{\displaystyle \ N=Ax^{m}}
其中{\displaystyle N} 是财富多于{\displaystyle x}的人数，{\displaystyle A}、{\displaystyle M}为常数。多年来帕累托发现的法则已经证实其与观察到的数据相当贴近，参见基尼系数。
- 帕累托图，一种特殊的直方图，用于检视导致问题发生的原因，按影响严重程度从大到小排列。此图为统计学工具，能直观地推导出帕累托法则，即二八定律。
- 帕累托法则，与收入分配有关。
- 帕累托分布，一种概率分布，在其他领域能以数学的方式反映帕累托法则。
- 满足度（英语：Ophelimity），用于衡量纯经济学领域的完善程度。

## 主要作品

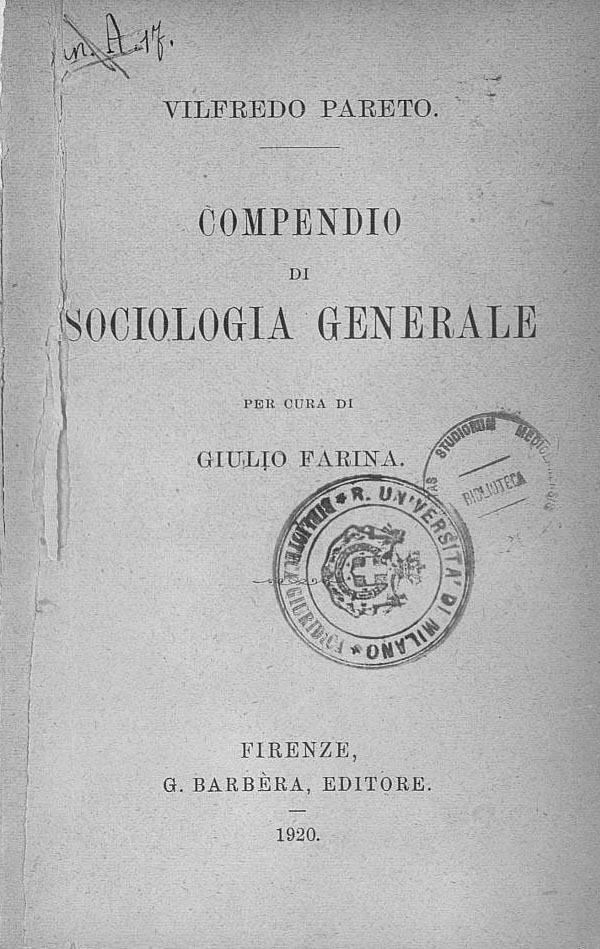
《普通社会学纲要》，1920年

- . 1896—1897 （法语）. （Vol. I, Vol. II）
- . 1902 （法语）.（Vol. I, Vol. II）
- . 1906 （意大利语）.
- G. Barbéra (编).  . Firenze. 1916 （意大利语）.（Vol. I, Vol. II）
  - . Florence: Barbèra. 1920 （意大利语）.（节选自）
- . 1920 （意大利语）.（先前出版文章的合集，新作结尾一篇）
- . 1921 （意大利语）.（先前出版文章的合集，新作附录一篇）

### 英文译本
- . New York: Harcourt, Brace and Company. 1935.（译自，Vol. I, Vol. II, Vol. III, Vol. IV）
  -  . University of Minnesota Press. 1980.（节选自，译自）
- . Praeger. 1966.（专业人士从帕累托重要作品中翻译）
- . Augustus M. Kelley. 1971. （转译自1927年的法语译本）
- . Transaction Books. 1984.（译自）
- . Transaction Publishers. 1991.（译自论文）

### 中文译本
- . 由刘北成翻译. 上海人民出版社. 2003. ISBN 9787208044517.
  - . 由李立丰翻译. 北京大学出版社. 2021. ISBN 9787301328163.
- . 由田时纲翻译. 东方出版社. 2007. ISBN 9787506027199.
- . 由曾衍桃; 刘月媚翻译. 上海译文出版社. 2023. ISBN 9787532790463.

### 文章
- . Political Science Quarterly (Ginn & Company). 1893, VIII （英语）.
- . Journal of Political Economy. 1897-09, 5 (4)  [2023-07-19]. （原始内容存档于2023-07-18） （英语）.
- . The Living Age. 1922-11 （英语）.

## 参看
- 精英理论

## 延伸阅读
- Amoroso, Luigi.  . Econometrica. 1938-01, 6 (1).
- Bruno, G.  . The New Palgrave: A Dictionary of Economics. 1987, 5: 799—804.
- Buchanan, James. . Hamowy, Ronald  (编). . Thousand Oaks, CA: SAGE; Cato Institute: 258–60. 2008. ISBN 978-1-4129-6580-4. LCCN 2008009151. OCLC 750831024. doi:10.4135/9781412965811.n156. |chapter=被忽略 (帮助)
- Busino, Giovanni. . Revue Européenne des Sciences Sociales. 2000,. XXXVIII  [2023-07-19]. （原始内容存档于2017-10-20）.
- Eisermann, G. . International Encyclopedia of the Social & Behavioral Sciences. 2001: 11048–51  [2023-07-19]. 原始内容存档于2009-09-19.
- Femia, Joseph V. . 2006.[永久]
- Kirman, A. P.  . The New Palgrave: A Dictionary of Economics. 1987, 5: 804–08.
- Livingston, Arthur.  . The Saturday Review. 1935-05-25.
- Millikan, Max.  . Econometrica. 1936-10, 4 (4).
- Osipova, Elena. Kon, Igor , 编. . 由H. Campbell Creighton, M.A. (Oxon)翻译. Moscow: Progress Publishers: 312–36. 1989. |chapter=被忽略 (帮助)
- Palda, Filip (2011). . Cooper-Wolfling. 2011  [2022-02-09]. ISBN 978-0-9877880-0-9. （原始内容存档于2022-01-27）.
- Parsons, Talcott. . The Free Press. 1949.
- Tarascio, Vincent J. . 1968  [2023-07-19]. （原始内容存档于2012-05-04）.
- Forte, F.; Silvestri, P.  . Backhaus, J. G.  (编). . Frankfurt am Main: Peter Lang: 231–65. 2013.
- Della Pelle, P. (编).  . Canterano: Aracne. 2018 （意大利语）.

### 主要引用资源
- Pareto, Vilfredo.  . Harcourt, Brace. 1935.